# Finholma
Finholma är en by i Föglö kommun på Åland med 14 invånare (2023). Den ligger på ön Sonbodalandet och hörde fram till 2006 till Föglö församling, därefter till Ålands södra skärgårdsförsamling.

## Geografi
Finholma gränsar i söder och väster mot byn Sonboda. Till byn hör i norr och öster ett vattenområde med ett antal holmar och skär samt en större ö, Finholma ön. Vattnet gränsar i norr mot byarna Nötö och Jyddö och i öster mot byn Brändö.
Finholma har förbindelse med byarna i Vargskär i norra Föglö via Embarsundsfärjan, vars södra fäste finns på Finholma ön.

## Historia
Finholma är en medeltida avsöndring från den betydligt större byn Sonboda i söder. Namnet Finholma är en sammansättning av orden finne och holme. Finne bör ha syftet på en person som var finsktalande eller som hade tillnamnet Finne (eller både och). Denne person kan antas vara den som anlade nybygget. Det låg ursprungligen på en kringfluten holme, som senare genom landhöjningen har växt samman med Sonboda.
När nybygget etablerades finns inga uppgifter om i det historiska källmaterialet. Vi vet bara att Finholma fanns 1537 när den första skatteboken upprättades för Åland och då hade en brukare, Per Holgersson. Han var i livet ännu i början av 1550-talet och efterträddes sedan av två bönder, Mats Persson och Henrik Persson. Det är lockande att tro att vi här ser det enstaka hemmanet i Finholma delas mellan två söner till Per Holgersson.
I början av 1600-talet blev den ena gården öden. ”Ingen vill bo där efter det är så armt (fattigt)”, står det i 1606 års ödelängd. Det dröjde till 1650-talet innan det åter fanns två bönder i Finholma.
Den första kartan över Finholma upprättades 1773. Lantmätaren Carl Niclas Biörckbom beskriver böndernas villkor. De ägnade sig åt jordbruk, boskapsskötsel och fiske. Särskilt fisket om vårarna var lönande. Fisken såldes till fiskköparna (från Stockholm) som hade sitt hamnställe i Finholma, enligt kartan. Dessutom sålde bönderna en del ost och kreatur i Stockholm, som var deras ”vanliga köpstad”.

### Befolkningsutveckling
| Befolkningsutvecklingen i Finholma 1970–2020 | Befolkningsutvecklingen i Finholma 1970–2020 | Befolkningsutvecklingen i Finholma 1970–2020 | Befolkningsutvecklingen i Finholma 1970–2020 | Befolkningsutvecklingen i Finholma 1970–2020 |
| -------------------------------------------- | -------------------------------------------- | -------------------------------------------- | -------------------------------------------- | -------------------------------------------- |
|                                              |                                              |                                              |                                              |                                              |
| År                                           |                                              |                                              | Folkmängd                                    |                                              |
| 1970                                         | 1970                                         |                                              | 32                                           |                                              |
| 1980                                         | 1980                                         |                                              | 27                                           |                                              |
| 1990                                         | 1990                                         |                                              | 16                                           |                                              |
| 2000                                         | 2000                                         |                                              | 22                                           |                                              |
| 2010                                         | 2010                                         |                                              | 19                                           |                                              |
| 2020                                         | 2020                                         |                                              | 12                                           |                                              |
|                                              |                                              |                                              |                                              |                                              |

## Hemmanen
I Finholma har sedan 1500-talet funnits två hemman. I jordeböckerna ges de omkring 1730 nummer (1–2) och 1830 också namn.
- 1, Hemmings, ursprungligen ett skattehemman. Gården låg öde från början av 1600-talet till mitten av 1650-talet med följd attbäganderätten övergick till kronan på grund av obetalda skatter. Den köptes åter till skatte den 3 september 1771 av bonden Hemming Andersson (1715–1780). Gården delades i början av 1800-talet mellan hans sonsöner, bröderna Anders Andersson (1769–1819) som övertog stomhemmanet och Esaias Andersson (1773–1830) som byggde en ny gård, kallad Norrgård. Hemmings har namn efter Hemming Andersson som skattköpte gården.[6]
- 2, Görans, ett skattehemman. Hemmanet såldes och delades upp i början av 1930-talet. Någon gård Görans finns inte längre. Den hade sitt namn efter någon av bönderna Göran Eriksson (1671–1719) eller hans sonson Göran Eriksson (1738–1813).[7]

## Holmar och skär
Bland större holmar och skär som hör till Finholma kan nämnas:
- Finholma ön (lokalt: Ön) (visa på karta), 113 hektar, största längd 2,36 kilometer i öst–västlig riktning. Ön består av flera mindre holmar och skär som växt samman genom landhöjningen, förutom Finholma ön också Östra Nötholm, Sandkläppen, Glosholm och Norrholmarna. Söderut är ön förbunden med Finholma via en vägbank över Finholms sund, norrut finns förbindelse med Vargskär via Embarsundsfärjan som har sitt södra fäste på Finholma ön. På 1773–1774 års karta över Finholma kallas den Öjien.
- Glosholm (visa på karta), största längd 1000 meter, har genom landhöjningen växt samman med Finholma ön. På 1773–1774 års karta över Finholma kallas den Gloholm.
- Mörholm (på karta), största längd 520 meter.
- Norrholmarna (visa på karta), största längd 550 meter, har genom landhöjningen växt samman med Finholma ön. På 1773–1774 års karta över Finholma består Norrholmarna av tre mindre namngivna holmar: Tvitholm, Longholm och Brändholmen.
- Rönnskär (på karta), 3,5 hektar, största längd 240 meter.
- Syndesholm (på karta), största längd 400 meter.
- Västra Nötholm (på karta), största längd 400 meter, har genom landhöjningen växt samman i väster med Ängholm som hör till byn Nötö.
- Östra Nötholm (visa på karta), största längd 500 meter, har genom landhöjningen växt samman med Finholma ön.